# Mas de Giner (Tortosa)
El Mas de Giner és un edifici de Tortosa (Baix Ebre) inclòs a l'Inventari del Patrimoni Arquitectònic de Catalunya.

## Descripció
És un conjunt de construccions format per l'edifici principal de la masia, uns corrals d'ovelles al davant (paridores) i restes dels antics abeuradors i un pou per al ramat.
El cos principal té forma de L invertida, formada per dos cossos independents adossats. El cos nord era utilitzat en principi com a habitatge, té una sola planta i és cobert a un vessant. La façana mira al nord i al davant tenia un porxo, ara desaparegut. Actualment s'ha eliminat la distribució interior. Són interessants els enreixats de les finestres, força deteriorats.
El segon cos és cobert a doble vessant. Antigament era dividit en dues plantes, però ara ha desaparegut tant aquesta distribució com la de les estances. Es va ampliar la porta d'entrada i s'utilitza com a magatzem de maquinària. La coberta és de teules sobre canyes, sostinguda per cabirons de fusta. A l'interior, la sosté un alt pilar central que arriba fins a la carena.
Les paridores mantenen l'estructura però es troben molt deteriorades. En general, tot el conjunt està molt transformat interiorment i força degradat.

## Història
Malgrat trobar-se dins el terme de Tortosa, just en el límit amb Amposta, tradicionalment ha pertangut a gent d'aquesta darrera població.
És possible que el cos que té la façana orientada a l'est sigui més antic, tant per la mateixa orientació com pel sistema de coberta i la distribució que tenia, en dos pisos i habitacions petites, ara desaparegudes.